# Marie-Josephine Gaudette
Marie-Josephine Gaudette (Manchester (New Hampshire), 25 maart 1902 – Rome, 13 juli 2017) was een Amerikaans-Italiaanse supereeuweling. Gaudette was een kloosterzuster en werd Suor Cecilia genoemd. Ze woonde sinds 1958 in Rome (Italië).
Gaudette was sinds 12 mei 2016, na het overlijden van Susannah Mushatt Jones, de oudste persoon uit de Verenigde Staten en sinds 15 april 2017, na het overlijden van Emma Morano, de oudste persoon in Italië. Ook was ze de op een na oudste persoon in Europa (na Ana María Vela Rubio) en de op vier na oudste persoon ter wereld. Ze was tevens met haar 115 jaar de oudste non ooit, totdat dit record op 2 juni 2019 verbroken werd door Lucile Randon uit Frankrijk.